# William Lawes
William Lawes (1 de mayo de 1602 en Wiltshire, Inglaterra-? de 1645), fue un compositor barroco.

## Biografía
Su padre fue Thomas Lawes y su madre Lucris Shepharde. Se alistó en el ejército y fue nombrado comisario de la guardia personal del rey, fue herido mortalmente en 1645.
William Lawes se considera un nexo de unión entre dos músicos del siglo XVII. John Dowland y Henry Purcell. Su muerte fue lamentada en la corte e inspiró muchas elegías musicales de sus compañeros, fundamentalmente en su hermano. Fue una persona querida y compañero ejemplar, componiendo gran número de canciones tabernarias y canciones canónicas humorísticas.

## Obra
Su primera obra se publicó en 1648, compuesta de treinta salmos con música a tres voces, editados por Henry Lawes, incluyendo diez cánones, así como salmos y elegías compuestos por el propio Henry.
Destacan en su obra las sonatas para uno y dos violines, bajo de viola y órgano. Cada uno de los grupos consta de ocho obras que siguen un orden idéntico tanto en tonalidad como en movimientos, lo que sugiere que fueron pensadas para hacer mayor hincapié en el contrapunto.
Las sonatas se componen de tres movimientos: una fantazia seguida por una allemande y una gallarda. Los movimientos iniciales son los que llevan el peso emotivo, agregándole una coda lenta y extensa a la gallarda. Revelan el espíritu libre y romántico de Lawes.
Entre sus composiciones destacan siete consorts para arpa, orquestados por violín, bajo de viola, arpa y tiorba, interesándose por las variaciones. Cada obra se compone de variaciones emparejadas de movimientos de danzas, apareciendo tres pavanas para bajo de viola (n.º 10 en sol menor). Compone también nueve consorts para viola, agrupados posteriormente bajo el título de For ye Violls (Consort Setts), cinco de ellos se instrumentan a seis partes, y los restantes a cinco, asignando una de las voces al órgano.
Otra obra destacable de Lawes es la pavana del set en do menor a cinco partes, discurso sobre el motivo de las Lachrimae de Dowland, dos fantasías en do menor a seis partes, sucediéndole a este movimiento la instrumentación de uno de los cantæ firmæ más antiguos utilizados, el In nomine. Puso también música a poemas dramáticos realizados por él, y compuso canciones para teatro, como la Ye feinds and Furies.